# اچ‌ام‌سی‌اس تورنتو (کی۵۳۸)
اچ‌ام‌سی‌اس تورنتو (کی۵۳۸) (به انگلیسی: HMCS Toronto (K538)) یک کشتی بود که طول آن ۲۸۳ فوت (۸۶٫۲۶ متر) بود. این کشتی در سال ۱۹۴۳ ساخته شد.